# Subsecretari de stat în Guvernul Constantin Angelescu
În Guvernul Constantin Angelescu au fost incluși și subsecretari de stat, provenind de la diverse partide.

## Subsecretari de stat
- Subsecretar de stat la Președinția Consiliului de Miniștri

Alexandru Mavrodi (30 decembrie 1933 - 3 ianuarie 1934)
- Subsecretar de stat la Președinția Consiliului de Miniștri

Nicolae Budurescu (30 decembrie 1933 - 3 ianuarie 1934)
- Subsecretar de stat la Ministerul de Interne

Victor Iamandi (30 decembrie 1933 - 3 ianuarie 1934)
- Subsecretar de stat la Ministerul de Interne

Dimitrie Iuca (30 decembrie 1933 - 3 ianuarie 1934)
- Subsecretar de stat la Ministerul de Externe

Savel Rădulescu (30 decembrie 1933 - 3 ianuarie 1934)
- Subsecretar de stat al Aerului din Ministerul Apărării Naționale

Radu Irimescu (30 decembrie 1933 - 3 ianuarie 1934)
- Subsecretar de stat la Ministerul de Finanțe

Victor Slăvescu (30 decembrie 1933 - 3 ianuarie 1934)
- Subsecretar de stat la Ministerul Industriei și Comerțului

George Assan (30 decembrie 1933 - 3 ianuarie 1934)
- Subsecretar de stat la Ministerul Agriculturii și Domeniilor

Ion Manolescu-Strunga (30 decembrie 1933 - 3 ianuarie 1934)
- Subsecretar de stat la Ministerul Agriculturii și Domeniilor

Mihail Negură (30 decembrie 1933 - 3 ianuarie 1934)
- Subsecretar de stat la Ministerul Instrucțiunii Publice, Cultelor și Artelor

Alexandru Popescu-Necșești (30 decembrie 1933 - 3 ianuarie 1934)
- Subsecretar de stat la Ministerul Muncii, Sănătății și Ocrotirii Sociale

Nicolae Maxim (30 decembrie 1933 - 3 ianuarie 1934)

## Sursa
- Stelian Neagoe - "Istoria guvernelor României de la începuturi - 1859 până în zilele noastre - 1995" (Ed. Machiavelli, București, 1995)